# Acanthopsyche tristoides
Acanthopsyche tristoides är en fjärilsart som beskrevs av Jean Bourgogne 1965. Acanthopsyche tristoides ingår i släktet Acanthopsyche och familjen säckspinnare. Inga underarter finns listade i Catalogue of Life.